# Ieva Dūdaitė
Ieva Dūdaitė, född 13 oktober 1990, är en litauisk pianist och kompositör.
Hon har uppträtt på stora scener runt om i världen och släppt två CD-skivor ("Tiersen meets Chopin" och "Inseparable" med skivbolaget "Ars Produktion"), som båda nominerades för "Opus Klassik"-musikpriser.
Ieva Dūdaitė har spelat med Deutsche Grammophon-artisten Paco Flores och  virtuosen Sergei Nakariakov. Dūdaitė tog kandidatexamen vid Conservatorium Maastricht i Nederländerna och magisterexamen vid Musikhögskolan i Karlsruhe i Tyskland. Hennes musikstudier stöddes av The Dutch Musical Instruments Foundation (NMF) i Amsterdam och Alfred Toepfer Stiftung i Hamburg.